# Elecciones al Parlamento Europeo de 1994 (Portugal)
En las Elecciones al Parlamento Europeo de 1994 en Portugal, celebradas en junio, se escogió a los representantes de dicho país para la cuarta legislatura del Parlamento Europeo. El número de escaños asignado a Portugal pasó de 24 a 25.

## Resultados
| Datos de participación | Datos de participación | Datos de participación |
| ---------------------- | ---------------------- | ---------------------- |
| Censo electoral        | 8.490.435              | 100%                   |
| Votantes               | 3.024.634              | 35,6                   |
| Abstención             | 5.465.801              | 64,4                   |
| Válidos                | 2.976.905              |                        |
| A candidatura          | 2.928.073              | 98,4                   |
| Blancos                | 48.832                 | 1,6                    |

| ← Elecciones al Parlamento Europeo de 1994 →       |                  |           |       |         |
| Partido                                            | Cabeza de lista  | Votos     | %     | Escaños |
| Partido Socialista (PS)                            | António Vitorino | 1.052.183 | 34,79 | 10      |
| Partido Socialdemócrata (PSD)                      | Eurico de Melo   | 1.039.492 | 34,37 | 9       |
| Centro Democrático Social-Partido Popular (CDS-PP) | Manuel Monteiro  | 377.628   | 12,49 | 3       |
| Coalición Democrática Unitaria (CDU)               | Luís de Sá       | 339.283   | 11,22 | 3       |
| PCTP/MRPP                                          | Garcia Pereira   | 23.674    | 0,78  | 0       |
| Unión Democrática Popular (UDP)                    |                  | 18.807    | 0,62  | 0       |
| Partido Socialista Revolucionario (PSR)            |                  | 17.720    | 0,59  | 0       |
| Movimiento y Partido de la Tierra (MPT)            |                  | 12.442    | 0,41  | 0       |
| Política XXI (P XXI)                               |                  | 12.217    | 0,40  | 0       |
| Partido de Solidaridad Nacional (PSN)              |                  | 11.064    | 0,37  | 0       |
| Partido Popular Monárquico (PPM)                   |                  | 8.236     | 0,27  | 0       |
| Partido Democrático del Atlántico (PDA)            |                  | 6.940     | 0,23  | 0       |
| Partido Renovador Democrático (PRD)                |                  | 5.802     | 0,19  | 0       |
| Movimiento por la Unidad de los Trabajadores (MUT) |                  | 2.585     | 0,09  | 0       |